# Мценський район
Мценський район (рос. Мценский район) — адміністративно-територіальна одиниця (район) та муніципальне утворення (муніципальний район) у складі Орловської області Російської Федерації.
Адміністративний центр — місто Мценськ.

## Історія
- Район утворено 30 липня 1928 року у складі Орловського округу Центрально-Чорноземної області.
- 13 червня 1934 року після ліквідації Центрально-Чорноземної області район увійшов до складу новоствореної Курської області.
- 1937 року Мценський район був переданий з Курської області в Орловську область.

## Населення
| 1959    | 1970    | 1979    | 1989    | 2002    | 2009    | 2010    |
| ------- | ------- | ------- | ------- | ------- | ------- | ------- |
| 47 680  | ↘31 402 | ↘24 160 | ↘22 317 | ↘20 757 | ↘18 615 | ↗19 233 |
| 2012    | 2013    | 2014    | 2015    | 2016    | 2017    | 2018    |
| ↘19 085 | ↘18 999 | ↗19 053 | ↘18 693 | ↘18 279 | ↘17 980 | ↘17 690 |